# Валдай – Псков – Рига
Валдай – Псков – Рига – трубопровід для постачання природного газу до західних областей Росії та у Латвію.
Вперше блакитне паливо надійшло до Риги на початку 1960-х з південного напрямку внаслідок продовження газопроводу Дашава – Мінськ. Проте в середині 1970-х роль основного джерела постачання газу на заході СРСР почала переходити до ресурсу російського походження. Зокрема, завдяки системі «Сяйво Півночі» до хабу в Торжку (Тверська область) подали продукцію Вуктильського родовища, а потім і Західного Сибіру. Одним із маршрутів подальшого транспортування природного газу від Торжка став Валдай, звідки у 1972 році спорудили газопровід через Псков до Риги довжиною 660 км, виконаний в діаметрі труб 1000 мм. 
Від траси газопроводу Валдай –Рига спорудили ряд відгалужень, зокрема відвод до міста Пскова довжиною 24 км та відгалуження у північному напрямку від Ізборська до Тарту в Естонії, яке в подальшому продовжили до Раквере та з’єднали з газопроводом Кохтла-Ярве – Таллінн.
У комплексі з трубопроводом використовується споруджене в 1968 році Інчукалнське підземне сховище газу, розташоване на північний схід від Риги. У 1987 році від нього до Ізборська проклали другу нитку діаметром 700 мм.
На трасі трубопроводу для перекачування газу працює компресорна станція «Ізборська», що пройшла модернізацію у кінці 2000-х років.